# Ratto di Lucrezia
Il Ratto di Lucrezia è un dipinto a olio su tela (261×226 cm) realizzato tra il 1645 e il 1650 da Artemisia Gentileschi e conservato al Neues Palais di Potsdam.
L'opera è la terza e ultima tela dipinta da Gentileschi sulla figura di Lucrezia, la celebre matrona romana violentata da Sesto Tarquinio. Mentre le altre due opere (conservate una in una collezione privata a Milano, l'altra al Getty Museum di Los Angeles) rappresentato Lucrezia nell'atto del suicidio, in quest'opera Gentileschi rappresenta invece il momento della violenza sessuale.

## Storia
Dipinto presumibilmente tra il 1645 il 1650, il dipinto compare per la prima volta nel 1671 nella collezione del Palazzo del Giardino, dove rimase fino agli anni 1730. Quando Carlo di Borbone ereditò la collezione, fece spedire l'opera alla Reggia di Capodimonte. Una ventina di anni dopo Federico il Grande acquistò il dipinto per il Neues Palais.

## Descrizione
Nonostante la violenza della scena, l'episodio di Lucrezia e Tarquino era un soggetto popolare nell'arte manierista e barocca, spesso dipinto in chiave erotica per un pubblico prevalentemente maschile.
La composizione dell'opera rimanda alle rappresentazioni analoghe del soggetto realizzata da artisti contemporanei e, in particolar modo, quella dipinta da Tiziano nel 1570 e resa celebre in tutta Europa grazie alle incisioni di Cornelis Cort. Artemisia cattura la scena nel momento in cui Tarquinio si avventa su Lucrezia, nuda e indifesa, mentre un servo africano solleva i tendaggi del letto, svelando la scena per l'osservatore. Mentre nessuno schiavo è menzionato nelle versioni della storia raccontate da Livio e Ovidio, la presenza di un servo era già attestata in tele dell'epoca: Tiziano, in particolare, aggiunge un uomo dalla carnagione olivastra che scosta la tenda per spiare lo stupro; Artemisia invece mette lo schiavo in primo piano e lo rappresenta come africano.
Diversi critici hanno sottolineato una certa inferiorità dell'opera rispetto altre versioni della scena dipinte da Artemisia: l'uso del colore ha perso lo stile caravaggesco e l'introspezione psicologica lascia spazio alla grande teatralità della tela. L'uso del colore è più simile a quello del padre Orazio e, in particolare, al suo San Giuseppe e la moglie di Putifarre, che Artemisia aveva potuto studiare nel periodo londinese.